# Colpo d'ariete

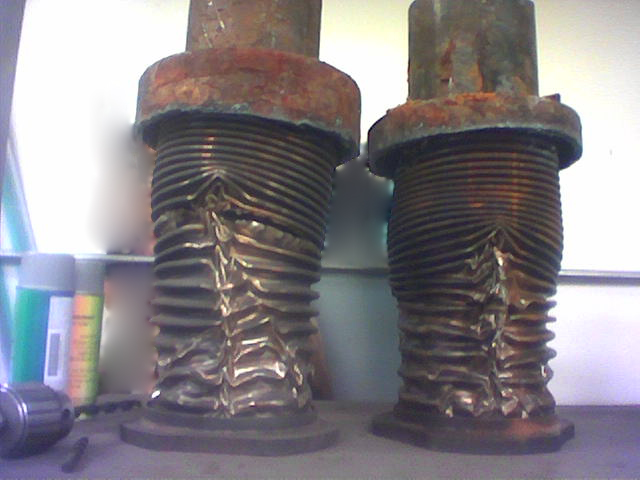
Giunti di espansione deformati da un colpo d'ariete

Il colpo d'ariete è un fenomeno idraulico che si presenta in una condotta quando un flusso di liquido in movimento al suo interno viene bruscamente fermato dalla repentina chiusura di una valvola.

## Descrizione
Consiste in un'onda d'urto di pressione che si origina a causa dell'inerzia di una colonna di liquido in movimento che impatta contro una parete, ad esempio quella di una valvola chiusa in maniera improvvisa. 

L'intensità del colpo e il valore della pressione massima dell'onda possono raggiungere livelli tali da far esplodere le condotte.
La pressione è funzione delle dimensioni della condotta (lunghezza e diametro), della velocità e della densità del liquido e del tempo di chiusura della valvola. Un esempio di colpo d'ariete facilmente verificabile tra le mura domestiche si ha quando si chiude una valvola a sfera con repentino movimento della leva di manovra in presenza di flusso di acqua (rubinetti aperti): si sente un tonfo seguito dalla vibrazione del tubo.
Si verifica anche nelle condotte forzate che alimentano le centrali idroelettriche, tanto che quand'è necessario fermare una turbina chiudendo il flusso d'acqua si aziona dapprima il tegolo deviatore per alleggerire il carico sulle pale, e si riduce poi gradualmente il flusso per evitare il colpo d'ariete.
Il fenomeno del colpo d'ariete è un tipico esempio di propagazione delle onde governato da un sistema lineare iperbolico che considera il liquido come comprimibile con modulo di elasticità ε dipendente dalla pressione p: {\displaystyle \varepsilon =\rho {\frac {dp}{d\rho }}}. Ai fini pratici e specificamente nei suddetti impianti idroelettrici, si considerano i liquidi convogliati dalle condotte con un modulo di elasticità alquanto elevato e praticamente indipendente dalla pressione. Anche le condotte dapprima schematizzate come non deformabili, vengono considerate costituite da materiali come acciaio e ghisa, quindi con ridotta deformabilità.
Per esemplificare la fisica del fenomeno si pensi a un camion che trasporta una piscina piena d'acqua; quando il camion rallenta, il liquido non rallenta simultaneamente ma continua la sua corsa formando un'onda in avanti, che in tal caso può espandersi in altezza (non avendo tale limitazione), mentre in una tubazione l'energia cinetica si sviluppa come pressione. Per questo motivo il colpo d'ariete riguarda anche le autocisterne le quali, per ovviare al problema, sono composte da più sezioni comunicanti per distribuire l'aumento di pressione su una maggiore superficie del contenitore.

## Fasi del colpo d'ariete
Per calcolare il valore della differenza di pressione che si genera a causa del colpo d'ariete è necessario prendere in considerazione la legge di conservazione della quantità di moto. 
Si consideri un tratto di condotta attraversato in un tempo dt dalla perturbazione. La lunghezza di questo tratto di condotta è pari alla velocità di propagazione della perturbazione per il tempo dt, cioè:
{\displaystyle l=c\cdot dt}
Si considerino le sezioni estreme di tale volume di fluido e siano dette 1 la sezione percorsa dalla perturbazione nell'istante t e 2 la sezione attraversata nell'istante t + dt. Per queste due sezioni deve valere la legge di conservazione della quantità di moto. Questa legge afferma che la risultante delle forze esterne al sistema è pari alla variazione della quantità di moto. Cioè, detta P la quantità di moto e F la risultante delle forze esterne:
{\displaystyle F={\frac {dP}{dt}}}
Nel nostro caso, le forze esterne applicate al volume di fluido considerato possono essere scritte (poiché la sezione della condotta si considera costante):
{\displaystyle f_{1}=p_{1}\cdot A}
{\displaystyle f_{2}=p_{2}\cdot A}
La risultante delle forze esterne, dunque, sarà la differenza tra le due forze (essendo opposte) e, quindi:
{\displaystyle F=\Delta p\cdot A}
La quantità di moto di un corpo è per definizione il prodotto tra la velocità del corpo e la sua massa. La massa del corpo può essere scritta come prodotto tra la densità del corpo e il suo volume. Il volume del fluido, inoltre, può essere considerato come il prodotto tra la sezione della condotta e la lunghezza del tratto considerato (che, come si è già detto, è pari al prodotto {\displaystyle c\cdot dt}). In termini matematici il tutto si traduce in:
{\displaystyle \Delta p\cdot A={\frac {dP}{dt}}={\frac {d(m\cdot v)}{dt}}=}
{\displaystyle ={\frac {\rho \cdot W\cdot dv}{dt}}={\frac {\rho \cdot A\cdot l\cdot dv}{dt}}=}
{\displaystyle ={\frac {\rho \cdot A\cdot c\cdot dt\cdot dv}{dt}}=\rho \cdot A\cdot c\cdot dv}
Dividendo entrambi i termini dell'uguaglianza per il valore dell'area della sezione della condotta e sapendo che {\displaystyle dv} è pari alla differenza di velocità tra il volume di fluido non percorso dalla perturbazione e la parte di fluido già interessato dalla stessa avremo:
{\displaystyle \Delta p=\rho \cdot c\cdot \Delta v}
Si consideri per semplicità la situazione in cui una condotta sia alimentata da un serbatoio, il quale sia abbastanza grande da poter considerare trascurabili gli effetti che riceve dalla condotta stessa. Cioè, a causa delle sue dimensioni, si possono considerare nulle le variazioni del pelo libero causate dalle variazioni di pressioni derivanti dal fenomeno del colpo d'ariete. In condizioni normali il fluido si muoverà nella condotta di moto permanente con velocità {\displaystyle v_{0}}.
Supponiamo, inoltre, che in una certa sezione della condotta venga inserito un otturatore, in grado di chiudersi istantaneamente. Al momento della chiusura di quest'ultimo non tutta la colonna d'acqua a monte si ferma, perché questo implicherebbe l'istantanea trasformazione della quantità di moto di tutta la colonna d'acqua in pressione, che raggiungerebbe un valore infinito, il che è smentito dall'esperienza diretta (perché l'energia cinetica si converte in energia termica, primo principio della termodinamica).
In realtà solo una piccola parte della colonna d'acqua si ferma istantaneamente, cioè quella immediatamente a monte dell'otturatore, quindi la variazione di pressione all'interno della condotta avviene gradualmente. Il valore della variazione di pressione è dato dalla formula di Allievi, l'ingegnere che per primo studiò il fenomeno:
{\displaystyle \Delta p=\rho \cdot c\cdot v_{0}}
Dove {\displaystyle \rho } è la densità del liquido, c è la velocità della perturbazione nel liquido (celerità), pari alla velocità di propagazione delle onde sonore.
Generalizzando, il valore della variazione di pressione è:
{\displaystyle \Delta p=\rho \cdot c\cdot (v_{0}-v_{1})}
Dove {\displaystyle v_{1}} è la velocità del fluido in seguito alla causa perturbatrice, nulla nel nostro caso.

### Prima fase
Nella prima fase un'onda di sovrappressione si propaga lungo la condotta dall'otturatore fino al serbatoio. Tale onda provoca anche l'annullamento della velocità del fluido. Una volta raggiunto il serbatoio, poiché si sono supposti trascurabili gli effetti sullo stesso, la perturbazione cessa. Tuttavia si è creata una situazione di squilibrio, provocata dalla presenza di una sovrappressione all'interno di tutta la condotta.
Detta L la lunghezza del tratto di condotta tra l'otturatore e il serbatoio e c la velocità con cui si propaga la perturbazione (dipendente dalla comprimibilità del fluido e della condotta), questa fase termina in un tempo:
{\displaystyle t={\frac {L}{c}}}

### Seconda fase
La sovrappressione del fluido provoca la nascita di un'altra perturbazione, che dal serbatoio parte per andare verso l'otturatore. Questa nuova perturbazione provoca l'abbassamento della pressione al valore che si aveva prima della manovra di otturazione, cioè nella situazione di moto permanente precedente. Tuttavia si genera anche uno spostamento della colonna d'acqua con velocità {\displaystyle v_{0}} uguale in modulo a quella che si aveva nel moto permanente ma di verso opposto. La colonna d'acqua, cioè, inizia a spostarsi verso il serbatoio per equilibrare la sovrappressione.
Una volta giunta all'otturatore la perturbazione cessa.

### Terza fase
La situazione, tuttavia, non è ancora di equilibrio, in quanto non tutta la colonna d'acqua si ferma istantaneamente. Dunque un'altra perturbazione si propaga dall'otturatore verso il serbatoio. Questa onda di pressione determina un abbassamento della pressione di un {\displaystyle \Delta p} uguale al valore della prima fase e l'annullamento della velocità del fluido. La situazione, una volta che la perturbazione raggiunge il serbatoio, non è ancora di equilibrio a causa della presenza di una depressione.
La presenza di una depressione può provocare l'insorgenza del fenomeno della cavitazione all'interno della condotta, possibilità che rende ancor più necessarie le attenzioni per questo fenomeno nella progettazione delle condotte.

### Quarta fase
Un'ulteriore perturbazione nasce dal serbatoio, propagandosi in direzione dell'otturatore. Questa onda di pressione porta la pressione all'interno della condotta ai valori di partenza, e fa iniziare la colonna d'acqua a muoversi verso l'otturatore con velocità {\displaystyle v_{0}}. Come si può notare, questa fase comporta il ritorno della situazione alla condizione iniziale di moto permanente.

### Il raggiungimento dell'equilibrio
Dopo la quarta fase ricomincia il ciclo del colpo d'ariete, nuovamente dalla prima fase. Inizia, quindi, un moto oscillatorio e periodico della perturbazione caratterizzato da un periodo:
{\displaystyle T={\frac {4L}{c}}}
Le oscillazioni di pressione subiscono un graduale smorzamento dovuto alle perdite di energia provocate dalla continua trasformazione dell'energia cinetica in energia elastica e viceversa. Dopo un certo periodo di tempo, quindi, il ciclo si arresta e viene raggiunto l'equilibrio.